# Parroquia Pascuales

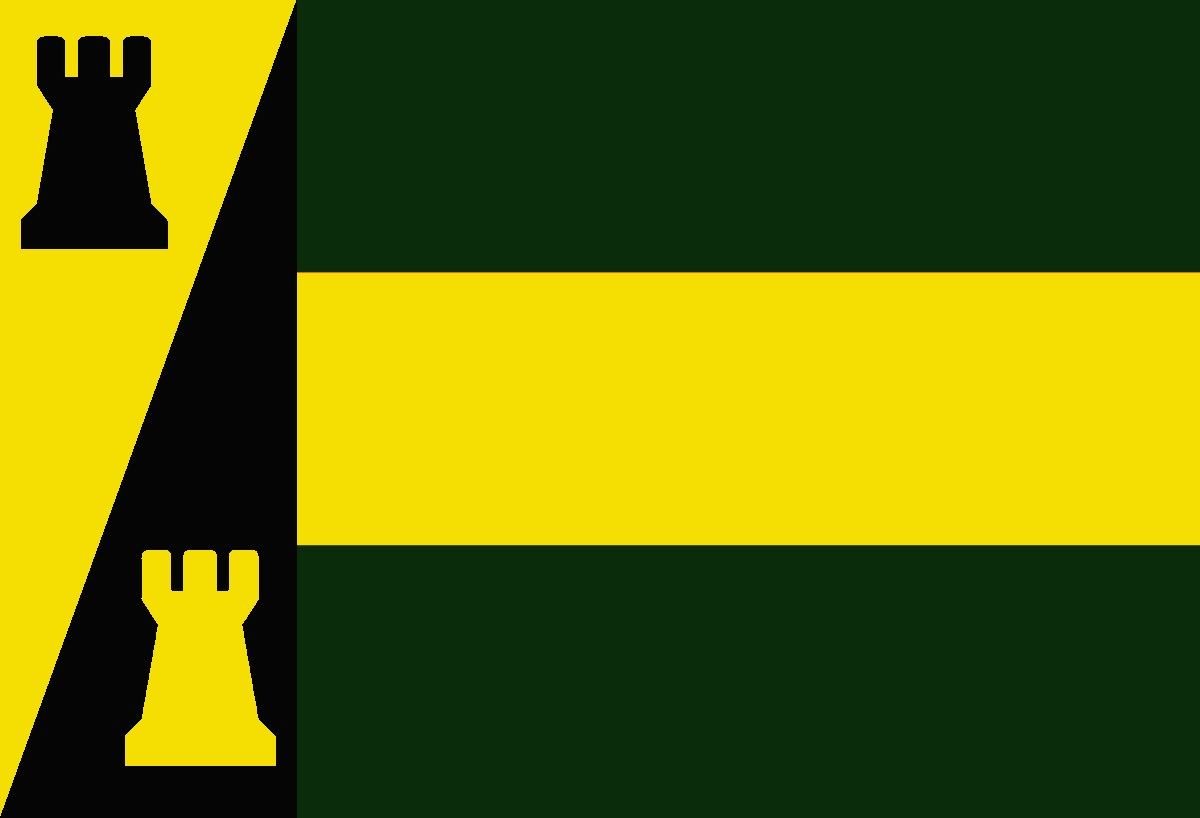
Bandera de Pascuales

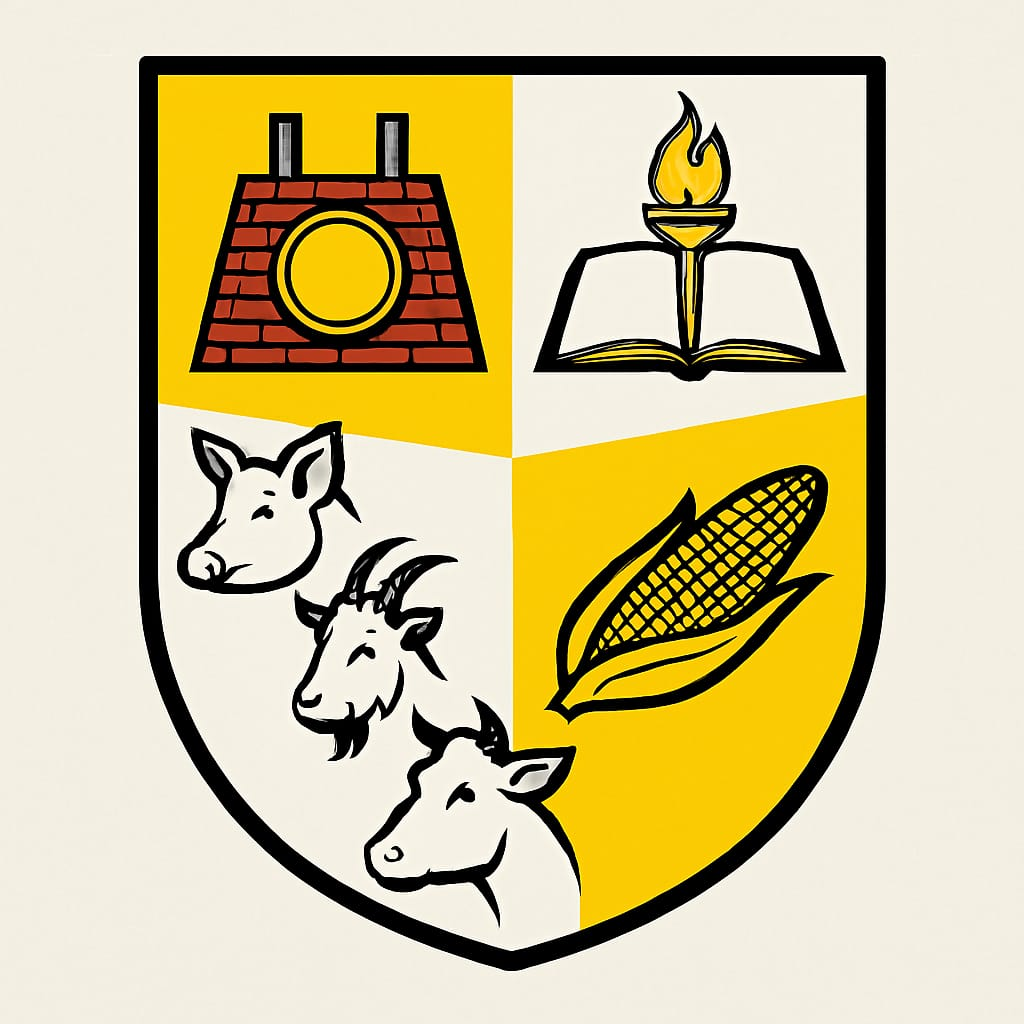
Escudo de Pascuales

Pascuales es una parroquia urbana del cantón Guayaquil, en la provincia del Guayas, Ecuador. Está ubicada en la zona noroeste de la ciudad, a orillas del río Daule, y forma parte del área metropolitana de Guayaquil. Fue elevada oficialmente a parroquia el 28 de agosto de 1893, mediante decreto publicado en el *Registro Oficial* No. 181.
Su nombre se atribuye, según la tradición oral, al hallazgo de una imagen de San Pascual Bailón en las inmediaciones de la actual iglesia de San Juan Bautista, hecho que motivó su adopción como patrono de la localidad.

## Historia
Los primeros asentamientos en Pascuales datan de 1878, cuando la zona formaba parte de la antigua hacienda Simón Bolívar, de propiedad privada. El caserío se desarrolló inicialmente en torno al río Daule, y estuvo habitado por trabajadores agrícolas y ganaderos. La población fue creciendo progresivamente gracias a la llegada de migrantes de otras provincias del país. 
El impulso organizativo de los habitantes motivó al gobierno de Luis Cordero Crespo a emitir el decreto de parroquialización el 28 de agosto de 1893, fecha que se conmemora anualmente con actos cívicos y desfiles. Esta condición fue ratificada posteriormente en la Ley de División Territorial del Ecuador de 1897.
Inicialmente clasificada como parroquia rural, Pascuales fue incorporada al perímetro urbano de Guayaquil mediante la Ordenanza Municipal del 18 de noviembre de 1991, publicada en el *Registro Oficial* No. 828 del 9 de diciembre del mismo año. En 1998, fue declarada zona de interés turístico por el Gobierno Nacional debido a su riqueza cultural y creciente dinamismo comercial.

## Infraestructura y lugares destacados
Pascuales es considerada un polo de desarrollo del norte de Guayaquil y forma parte del área del Parque Industrial. Entre sus principales sitios e infraestructuras destacan:
- Terminal terrestre Pascuales.
- Estadio municipal **Jacobo Bucaram Ortiz**.
- Iglesia **San Juan Bautista**, considerada patrimonio local.
- Parque Central, centro de reuniones sociales y culturales.
- **Malecón de Pascuales**, ubicado junto al río Daule.
- Mercado Municipal de Pascuales.
- Centro CAMI (Centro de Atención Municipal Integral) con centro multimedia.
- Centro de Salud tipo C y unidades educativas públicas y privadas.

## Conectividad
La principal vía de acceso a Pascuales es la Vía Colectora Guayaquil–El Empalme (E48), conocida en su tramo urbano como **Vía a Daule**. Esta arteria conecta Pascuales con sectores clave del norte de Guayaquil como Juan Montalvo, La Prosperina y Bastión Popular, y con cantones vecinos como Daule y Nobol.
Además, cuenta con rutas de buses urbanos, cooperativas de transporte intercantonal, ciclovías y una estación del sistema de transporte metropolitano Metrovía en construcción (fase proyectada).

## Bandera y escudo
La bandera de Pascuales está compuesta por dos triángulos: uno amarillo (superior) y otro negro (inferior), ambos con figuras de castillos en su interior, y tres franjas horizontales alternadas: verde, amarilla y verde, que representan la riqueza agrícola, la esperanza y la prosperidad del sector.
El escudo está dividido en cuatro cuarteles que simbolizan los principales elementos históricos, naturales y productivos de la parroquia: la agricultura, la ganadería, el río Daule y la tradición religiosa.

## Canción
Mi bello Pascuales
Letra y música: Luis Abad
```
/Pascuales lindo, mi bello Pascuales  
tierrita hermosa que me vio nacer/  
/Por ser el día de tu bella fiesta  
y ser el día de tu fundación./  
/Aquí inclinado yo vengo a cantarte  
cosas hermosas de mi inspiración./  

/Pascuales lindo, mi bello Pascuales  
a quien yo adoro con mi corazón./  
Aquí inclinado yo vengo a cantarte  
cosas hermosas de mi inspiración./  
/Pascuales lindo, mi bello Pascuales  
a quien yo adoro con mi corazón./

```

## Población
Según datos del Municipio de Guayaquil, actualizados al año 2023, Pascuales cuenta con una población estimada de **642.452 habitantes**, lo que la convierte en la **segunda parroquia más poblada del cantón Guayaquil**, superada únicamente por Tarqui, con más de 749.000 habitantes.